# بورن آو اسایرس
بورن آو اسایرس (انگلیسی: Born of Osiris) یک گروه پروگرسیو متال‌کور آمریکایی از پلتاین، ایلینوی است که در سال ۲۰۰۳ آغاز به کار کرد.